# Ресафа
Ресафа (араб. الرصافة‎), также иногда называемая как Русафа и известная в византийский период как Сергиополь и некоторое время как Анастасиополь, — древний город, находившийся в римской провинции Евфратисия, на территории нынешней Сирии. Ныне он представляет собой археологический памятник, расположенный к юго-западу от города Ракка и реки Евфрат.
Прокопий Кесарийский подробно описал крепостные стены и здания, возведённые в Ресафе Юстинианом I. Её стены, которые до сих пор хорошо сохранились, имеют около 500 метров в длину и около 300 метров в ширину; круглые или квадратные башни были возведены примерно через каждые 30 метров по их периметру. Существуют также развалины церкви с тремя апсидами.

## Названия
Ресафа соответствует акадской Рашаппе и библейскому Рецефу (койне Ράφες). Клинописные же источники предлагают названия Расааппа, Расаппа и Расапи.
Клавдий Птолемей называет город Ресафой (койне Ρεσαφα). В позднеримской Пейтингеровой скрижали он упоминается как Рисапа, в Notitia Dignitatum — как Росафа.

## История
Основание Ресафы датируется IX веком до нашей эры, когда ассирийцы возвели на её месте военный лагерь. Во времена Римской империи она представляла собой пустынный форпост, укреплённый для защиты от Сасанидской империи, и станцию на линии Strata Diocletiana.. Ресафа процветала, поскольку её расположение на караванных путях, связывающих Алеппо, Дура-Эвропос и Пальмиру, было крайне выгодным. В Ресафе не было ни родника, ни водопровода, поэтому для сбора зимних и весенних дождей требовались большие цистерны.
Ресафа находилась в районе военных действий в период Римско-персидских войн и поэтому была хорошо защищённым городом, который имел массивные стены, окружавших её беспрерывно. В ней также располагалась крепость.
В IV веке Ресафа стала местом паломничества для христиан, прибывавших поклониться святому Сергию, христианскому римскому солдату, который, по преданию, был замучен и похоронен в Ресафе во время Великого гонения. Над гробницей святого Сергия была построена базилика и город был переименован в Сергиополь. Фактически он стал после Иерусалима «важнейшим центром паломничества в Восточном диоцезе в протовизантийский период», имея особую важность для местных арабов, особенно для Гассанидов. К концу VI века арабскому союзнику Гассанидов, племени Бахра, было поручено охранять Ресафу и ёе святыню от кочевников и месопотамских Лахмидов.
Город был потерян византийцами в VII веке, когда арабы одержали решительную победу в битве при Ярмуке в 636 году. В VIII веке омейядский халиф Хишам ибн Абдул-Малик (правивший в 724—743 годах) сделал Ресафу своей любимой резиденцией и построил в её окрестностях несколько дворцов. Город был окончательно заброшен в XIII веке, когда монголы и турки вторглись в этот район.

### Новейшая история
В период Гражданской войны в Сирии территория древнего города была занята силами Исламского государства, пока 19 июня 2017 года правительственные войска не восстановили свой контроль над ней в ходе наступления на южную Ракку.